# Алтын-толобас
«Алтын-толобас» — роман Бориса Акунина, впервые был издан в 2001 году. Входит в цикл «Приключения магистра».

## Сюжет
События произведения развиваются в двух временных периодах: в Москве XX века британский историк Николас Фандорин, который является внуком Эраста Петровича Фандорина, идёт по следам своего предка, а в XVII веке предок Николаса — Корнелиус фон Дорн знакомится с Россией предпетровской эпохи.

## Особенности произведения
Роман создан по принципу гиперпространства, и имеет единый сюжет для разных временных пластов, а также большое количество фабульных ответвлений. Кроме того «Алтын-толобас» является частью гиперроманной структуры из нескольких литературных циклов имеющей сквозных персонажей — предков и потомков Фандориных. Имеется сложное переплетение двух сюжетных линий в разных временах, имеющих основного персонажа и второстепенных персонажей, которые параллельно существуют в двух временах.